# Phil Norgate
Phillip G. Norgate (ur. 15 września 1961) – brytyjski lekkoatleta, średniodystansowiec, medalista halowych mistrzostw Europy.

## Kariera sportowa
Specjalizował się w biegu na 800 metrów. Wystąpił w reprezentacji Walii w tej konkurencji na igrzyskach Wspólnoty Narodów w 1982 w Brisbane, ale nie ukończył biegu półfinałowego.
Zdobył brązowy medal w biegu na 800 metrów na halowych mistrzostwach Europy w 1984 w Göteborgu, przegrywając jedynie z Donato Sabią z Włoch i André Lavie z Francji.
Był halowym mistrzem Wielkiej Brytanii (AAA) w biegu na 800 metrów w 1984 oraz mistrzem Walii na otwartym stadionie na tym dystansie w 1982 i 1983.
Rekordy życiowe Norgate’a:
- bieg na 800 metrów – 1:47,04  (25 lipca 1982, Londyn)
- bieg na 1000 metrów – 2:19,13  (17 września 1982, Londyn)
- bieg na 800 metrów (hala) – 1:48,39 (4 marca 1984, Göteborg)